# Абд ар-Рашид аль-Бакуви
Абд ар-Раши́д ибн Са́лих ибн Нури́ аль-Бакуви́ (араб. عبد الرشيد بن صالح بن نوري الباكوي‎) — арабский географ из Ширвана второй половины XIV — начала XV века.

## Биография
Автор книги «Талхис ал-асар ва аджаиб ал-малик ал-каххар» (араб. تلخيص الآثار وعجائب الملك القهار‎ — «Сокращение [книги о] „Памятниках“ и чудеса царя могучего»).
О жизни аль-Бакуви известно немного. Его отец Салих ибн Нури родился в Баку, был имамом и умер в 806 году хиджры (1403—1404 годы), в возрасте 70 лет. Есть предположение что сам аль-Бакуви умер в Каире. В труде аль-Бакуви содержится множество сведений о местностях и городах Аррана (на территории современного Азербайджана), что позволяет предполагать что и сам автор жил или бывал в этой стране.
Свой труд «Сокращение книги о „Памятниках“ и чудеса царя могучего», аль-Бакуви написал в 1403—1404 году (806 год хиджры — дата, указанной в книге, смерти его отца) или позже, но не позднее 1413—1414 года (816 год хиджры — дата указанная на одной из копий этого сочинения).
Единственный полный список произведения аль-Бакуви хранится в Национальной библиотеке Франции в Париже (№ 583). Эта рукопись по указанию переписчика была сделана в декабре 1614 года со списка датированного 816 годом, то есть одного из первых списков произведения. Парижская рукопись состоит из 74 листов, размером 21 на 15 см, по 19 строк на каждой странице.
Сочинение аль-Бакуви является сокращённой редакцией географической энциклопедии Закарии аль-Казвини «Асар ал-билад ва ахбар ал-ибад» («Памятники стран и сообщения о рабах [Аллаха]») (1275—1276 годы).
Аль-Бакуви даёт более точное, чем у ал-Казвини, описание средневекового Баку. В его труде много оригинального материала при описании Аррана и Азербайджана (юг реки Аракс), например сведения о Дармане, Дазуне, Табризе, Маранде, Султании, Шабуране, Нахчивани. Также у аль-Бакуви много не имеющихся в других сочинениях деталей описаний изделий разных стран, предметов торговли и иные сведения.
В 1789 году сочинение аль-Бакуви было издано в сокращённом переводе на французский язык Жозефом де Гинем.
На русском языке произведение аль-Бакуви вышло в 1971 году в переводе Зии Буниятова.